# Ризерв (Луизијана)
Ризерв (енгл. Reserve) насељено је место без административног статуса у америчкој савезној држави Луизијана.

## Демографија
По попису из 2010. године број становника је 9.766, што је 655 (7,2%) становника више него 2000. године.
| Група             | 2000.         | 2010.         |
| Белци             | 3.923 (43,1%) | 3.559 (36,4%) |
| Афроамериканци    | 4.913 (53,9%) | 5.806 (59,5%) |
| Азијати           | 29 (0,3%)     | 38 (0,4%)     |
| Хиспаноамериканци | 180 (2,0%)    | 280 (2,9%)    |
| Укупно            | 9.111         | 9.766         |